# VH1 Uno
VH1 Uno (o VHUNO) fue un canal de televisión por cable digital, es una red hermana al canal de música VH1. En VH1 Uno se destaca por pop latino, baladas, tropicales, Salsa, Merengue y el Urban Hip-Hop. VH1 Uno destaca a artistas como Celia Cruz, Marc Anthony, y Luis Miguel.
VH1 Uno puede ser considerada la versión VH1 de MTV Tr3s.
VH1 Uno es propiedad de MTV Networks que es una filial de Viacom.